# Acarolella
Acarolella is een geslacht van vlinders van de familie bladrollers (Tortricidae).

## Soorten
- A. gentilis Razowski, 1994
- A. obnixa Razowski & Becker, 1983